# Rete Tre (programma televisivo)
Rete tre è stato un programma televisivo italiano trasmesso dalla Rete 1 nel 1976. Si trattava di un varietà del sabato sera, andato in onda per cinque settimane alle 20.45 a partire dal 30 ottobre fino al 27 novembre.

## La trasmissione
Il programma, i cui autori erano Maurizio Costanzo, Enzo Trapani e Dino Verde, era una parodia di un'ipotetica nuova emittente televisiva, la Rete tre per l'appunto, voluta da un fantomatico dirigente della Rai, interpretato da Arnoldo Foà (la vera Rete 3, divenuta poi Rai 3, la cui istituzione era prevista dalla riforma della Rai del 1975, sarebbe nata solo tre anni dopo).
La trasmissione non aveva pubblico in studio, ospiti e nemmeno conduttori, che si limitavano ad impersonare in ogni puntata (della durata di 70 minuti) i personaggi principali delle varie trasmissioni che compongono il palinsesto della "Rete 3", prendendo in giro le diverse forme di spettacolo maggiormente in voga in quegli anni, come i programmi di varietà, d'informazione e attualità, le telecronache sportive, i quiz, la prosa e gli sceneggiati, le opere liriche ed i musical.
I protagonisti dello show, ovvero Ombretta Colli, Gianni Morandi, Giuseppe Pambieri, Olimpia Di Nardo e Arnoldo Foà, si alternavano quindi proponendo un ipotetico teleromanzo giallo dal titolo Dov'è Ada? (parodia di Dov'è Anna?, sceneggiato andato in onda con enorme successo nei mesi precedenti), presentavano una satirica edizione di un telegiornale che proponeva rubriche come "Ancor più dentro la notizia", rappresentavano ironicamente drammi come Orazi e Curiazi e Paolo e Francesca, senza tralasciare gli spazi che la televisione dedicava canonicamente alle previsioni del tempo e al segnale orario.
La scenografia della trasmissione era curata da Gaetano Castelli, i costumi da Enrico Rufini. La regia era di Enzo Trapani, mentre i momenti musicali erano curati dall'orchestra di Marcello De Martino. La sigla iniziale del programma era la canzone Luna quadrata, interpretata da Ombretta Colli, mentre la sigla di chiusura era Sei forte papà, eseguita da Gianni Morandi.